# Уэст-Мурингс
Уэст-Мурингс (Вестмурингс; англ. West Moorings) — жилой район в регионе Диего-Мартин в Тринидаде и Тобаго. Находится на острове Тринидад, к западу от города Порт-оф-Спейн — столицы страны. Известен высококлассным жильём и экспатриантами.

## Население
По данным на 9 января 2011 года проживали 3519 человек: мужчин — 1679, женщин — 1840.
На 15 мая 2000 года население составляло 3046 человек.

## Инфраструктура
- Торговый центр;
- Государственный колледж;
- Международная школа Порт-оф-Спейн;
- Данросская подготовительная начальная школа.

## Известные уроженцы
- Нур Мухаммед Хассанали — президент Республики Тринидад и Тобаго в 1987 — 1997 годах[3].
- Залайхар Хассанали — первая леди Республики Тринидад и Тобаго в 1987 — 1997 годах[3].